# Hypotrachyna partita
Hypotrachyna partita är en lavart som beskrevs av Hale. Hypotrachyna partita ingår i släktet Hypotrachyna och familjen Parmeliaceae.   Inga underarter finns listade i Catalogue of Life.